# Naoya Saeki
Naoya Saeki (佐伯 直哉 Saeki Naoya?), född 18 december 1977 i Tokyo prefektur, är en japansk före detta fotbollsspelare.
Saeki började sin karriär 2000 i Júbilo Iwata. Efter Júbilo Iwata spelade han för Vissel Kobe, Omiya Ardija, Avispa Fukuoka, JEF United Chiba och Tokyo Verdy. Han avslutade karriären 2012.